# Гумилевская, Вера Сергеевна
Вера Сергеевна Гумилевская — советская хозяйственная, государственная и политическая деятельница, первый главный врач Тульского центрального родильного дома.

## Биография
Родилась 18 февраля (6 февраля по старому стилю) 1886 года в селе Казанское-Греково Ефремовского уезда Тульской губернии (сейчас деревня Греково Данковского района Липецкой области).
Окончила Петербургский медицинский институт.
С 1907 года — на хозяйственной, общественной и политической работе: земский врач, ординатор родильно-гинекологической больницы патронного завода, первый главный врач Тульского центрального родильного дома, организатор службы родовспоможения в военных условиях, главный врач Тульского центрального родильного дома.
Во время обороны Тулы, оставшись с 23 человеками персонала, организовала нормальную работу роддома. За это время здесь родились 459 детей.
Избиралась депутатом Верховного Совета РСФСР 2-го, 3-го и 4-го созывов (1947-1959).
Умерла в 1956 году в Туле. Похоронена на Всехсвятском кладбище Тулы.
Награждена орденами Ленина, Трудового Красного Знамени, Красной Звезды.
Именем Гумилевской названы Тульский центральный роддом и улица на окраине Тулы.